# Семенников Олександр Юрійович
Семенников Олександр Юрійович (1981) – Голова Апеляційної палати Вищого антикорупційного суду

## Біографія
1998-2003 – господарсько-правовий факультет Національної юридичної академії України імені Ярослава Мудрого.
2003-2006 – помічник судді Господарського суду Дніпропетровської області.
2007-2012 –  адвокатська практика.
2012-2019 – суддя П’ятихатського районного суду Дніпропетровської області. 
З 2019 року – суддя Апеляційної палати Вищого антикорупційного суду.
З 24 травня 2022 року – Голова Апеляційної палати Вищого антикорупційного суду.